# Mahanaur
Mahanaur (nep. महानौर) – gaun wikas samiti we wschodniej części Nepalu w strefie Sagarmatha w dystrykcie Siraha. Według nepalskiego spisu powszechnego z 2001 roku liczył on 897 gospodarstw domowych i 5840 mieszkańców (2971 kobiet i 2869 mężczyzn).